# Agnes Randolph
Agnes Randolph, bijgenaamd Black Agnes, (Ca. 1312 - Mordington, 1369) was een Schotse edelvrouwe die bekend werd vanwege haar verdediging van Dunbar Castle tegen de Engelsen. 

## Biografie
Agnes Randolph werd geboren als een dochter van Thomas Randolph, de graaf van Moray, en Isabel Stewart. Via haar vader was ze familie van koning Robert the Bruce. Ze huwde in 1324 met Patrick de Dunbar, de graaf van March. Tijdens de Schotse Onafhankelijkheidsoorlog veranderde Patrick een paar keer van partij, wat hem niet in dank werd afgenomen door zijn vrouw. In zijn afwezigheid begon het Engelse leger op 13 januari 1338 het beleg van Dunbar Castle. Het Engelse leger stond onder de leiding van William Montague, maar Agnes Randolph was niet van plan het kasteel op te geven ondanks dat de Engelsen een groot numeriek voordeel hadden.
De Engelsen voerden meerdere aanvallen op het kasteel uit die allemaal werden teruggeslagen. Montague wist zelfs John Randolph, de broer van Agnes, gevangen te nemen en probeerde met diens leven Agnes onder druk te zetten om te capituleren, maar ze gaf niet toe. Na een beleg van vijf maanden gaf William Montague op 10 juni 1338 het beleg op. Het mislukte beleg van de Engelsen kostte in totaal zesduizend Britse ponden zonder dat het hen iets opleverde.
Agnes liet geen kinderen na bij Patrick en hun land verviel na hun dood aan hun neven. Ze overleed in 1369 en ligt begraven in Mordington House in Berwickshire.